# Tinemyia margaritifera
Tinemyia margaritifera is een tweevleugelige uit de familie steltmuggen (Limoniidae). De soort komt voor in het Australaziatisch gebied.